# Nannoglottis carpesioides
Espèce
Classification APG III (2009)
Nannoglottis carpesioides est une espèce de plantes à fleurs du genre Nannoglottis appartenant à la famille des Asteraceae que l'on rencontre dans les montagnes du Gansu, du Shaanxi et du Yunnan en Chine occidentale.

## Taxonomie
Cette espèce a été décrite par Carl Maximowicz dans le Bulletin de l'Académie impériale des sciences de Saint-Pétersbourg (vol. XXVII, 1881, p. 481) d'après des spécimens découverts par Przewalski dans le Gansu en 1872.

## Description
Nannoglottis carpesioides est une plante herbacée tomenteuse vivace qui possède un rhizome puissant et des tiges dressées glandulaires de 60 cm à 1 mètre de hauteur. Ses pétioles mesurent 10 cm de longueur et ses limbes foliaires sont d'oblongs à lancéolés, mesurant de 10 à 33 cm de longueur sur 6 à 16 cm de largeur donnant une apparence arachnoïde. Sa fleur ressemble à une grosse marguerite jaune.

## Habitat
Nannoglottis carpesioides croît sur les pentes montagneuses boisées de l'étage alpin du Gansu, du Shaanxi et du Yunnan entre 2 000 et 3 400 mètres d'altitude.